# Muntanyes Baffin
Les Muntanyes Baffin són una serralada que discorre al llarg de la costa nord-est de l'illa Baffin i l'illa Bylot a Nunavut són part de la Serralada àrtica. Aquestes muntanyes cobertes de gel es roben entre les més altes de l'est d'Amèrica del Nord i arriben a 1525-2146 metres sobre el nivell del mar.
El punt més alt és el Mont Odin amb 2.147 m mentre que el Mont Asgard en fa 2.015 i és potser el més famós. Les muntanyes Baffin estan per sobre del límit arbori i, per tant, no tenen arbres. Les roques que les componen són principalment de granit. Estaven cobertes de gel fins fa uns 1500 anys i n'hi ha parts encara cobertes. Geològicament formen part de l'escut canadenc.
El Parc Nacional Auyuittuq s'hi va establir el 1976. Hi apareixen fiords, glaceres i camps de gel.
Hi havia assentaments dels inuits abans del contacte europeu, els primers europeus a arribar-hi es creu que van ser el nòrdics al segle xi, però el primer registrat va ser el de Martin Frobisher durant 1576.